# Holcojoppa tricephala
Holcojoppa tricephala là một loài tò vò trong họ Ichneumonidae.